# Ярополч
Ярополч — древнерусский город в верховьях реки Ирпень в Житомирской области. Входил в Киевское княжество. Впервые упомянут в летописи под 1160 годом. По всей вероятности в XII веке был резиденцией киевского князя Ярополка Владимировича. Название города является древнерусским притяжательным прилагательным от имени князя. По одной из версий, выходцы из Ярополча, покинув родные места из-за половецких набегов, основали Ярополч-Залесский во Владимиро-Суздальской земле.
Сохранившееся городище прозвано среди местных жителей «батареей». Длина городища, отделённого от плато валом и рвом, составляет 110 м, ширина — 50 м. Высота сохранившихся остатков вала — 1,5 м. Среди подъёмного материала — древнерусская гончарная керамика XI—XIII веков.  Мыс городища обрамляется озером.
Близ городища Ярополча расположено село с созвучным названием Яроповичи.